# James Rosenau
James N. Rosenau (n. 25 noiembrie 1924, Pennsylvania, SUA – d. 9 septembrie 2011, Louisville⁠(d), Colorado, SUA) a fost un cercetător al științelor politice. 
Una dintre temele sale principale de studiu a fost cel al guvernării globale. În opinia sa, obținerea acesteia întâlnește două provocări: pe de o parte, diversitatea problemelor naționale și regionale, care îngreunează ajungerea la soluții cu adevărat globale, iar pe de alta, greutatea convingerii actorilor politici și economici de a renunța la puterea pe care o dețin cu scopul predării acesteia unui nivel aflat în afara controlului lor.